# Slim Borgudd
Karl Edward Tommy Borgudd cunoscut ca Slim Borgudd (n. 25 noiembrie 1946, Borgholm, Comitatul Kalmar, Suedia – d. 23 februarie 2023) a fost un pilot suedez de Formula 1 care a evoluat în Campionatul Mondial între anii 1981 și 1982.